# Derallus rudis
Derallus rudis är en skalbaggsart som beskrevs av Sharp 1882. Derallus rudis ingår i släktet Derallus och familjen palpbaggar. Inga underarter finns listade i Catalogue of Life.